# Samhällets fiende no 1
Samhällets fiende no 1 (originaltitel: The Whole Town's Talking) är en amerikansk komedifilm från 1935 i regi av John Ford.

## Medverkande
- Edward G. Robinson – Arthur Ferguson Jones och "Killer" Mannion
- Jean Arthur – Miss Clark
- Arthur Hohl – Detective Sergeant Boyle
- James Donlan – Detective Sergeant Howe
- Arthur Byron – Spencer, District Attorney
- Wallace Ford – Healy, 'Record' reporter
- Etienne Girardot – Seaver, office manager
- Donald Meek – Hoyt
- Edward Brophy (krediterad Ed Brophy) – "Slugs" Martin
- Paul Harvey – "J.G." Carpenter